# Epicompsa
Epicompsa là một chi bướm đêm thuộc họ Geometridae.

## Các loài
- Epicompsa xanthocrossa Guest, 1887